# Messatoporus arcuatus
Messatoporus arcuatus là một loài tò vò trong họ Ichneumonidae.